# Ракек
Ракек (словен. Rakek) — поселення в общині Церкниця, Регіон Нотрансько-крашка, Словенія. Висота над рівнем моря: 547,5 м.